# 黒の正方形
白のカンバスの上の『黒の正方形』（露: Чёрный квадрат）はロシアの画家、カジミール・マレーヴィチの絵画。1915年にペトログラードで開かれた「0、10展」で発表された。マレーヴィチの標榜したシュプレマティズム（至高主義）を体現した「無対象」絵画である。美術史に大きな足跡を残し、美学的な観点にとどまらず存在論や認識論、神秘主義思想など様々な角度から分析がおこなわれた。

## 背景
20世紀のはじめロシア・アヴァンギャルドとして知られる芸術運動が起こった。詩ではマヤコフスキー、演劇ではメイエルホリドなどの傑出した人物たちが次々と現れ、絵画ではタトリンが代表的な存在となった。現代ではこの運動はダダイスムやシュルレアリズム、イタリア未来派などとともに史的アヴァンギャルド芸術として扱われている。そしてカジミール・マレーヴィチもまたロシア・アヴァンギャルドを語るうえで欠かすことのできない画家の一人である。
アヴァンギャルドが伝統的なスタイルを否定し芸術の在り方そのものを揺るがせる運動だということの象徴であるかのように、リアリズムから印象派へ、フォービズムやセザンヌ的絵画そしてキュビズムへと、マレーヴィチは『黒の正方形』を発表するまでその作風をめまぐるしく変化させている。最終的に彼がたどり着いたものこそ「シュプレマティズム」であった。

## 無対象の世界
この絵画作品には「もの」が描かれていない。中央の正方形は単に描かれたカンバスの枠が折り返されたものである。マレーヴィチは自身を「無対象」を手法とする画家と位置づけているが、これは20世紀の大きな潮流のひとつである抽象だといえる。対象を精確に再現するという「リアリズム」を捉え直し、手法そのものを露出させる芸術意識のもと、マレーヴィチは「もの」を描くことをやめた。つまり何かを再現するときに求められる「約束事」を放棄したのである。シュプレマティズム（あるいは『黒の正方形』）は厳密にいえば、ある「もの」を抽象しているのですらない。そのかわりに絵画の本質とみなされたものこそ「色彩」であり、彼はそれを単なる「対象」の彩りではなく色彩のエネルギーとして自立させようとしたのである。
| 「 | 新しい絵画のリアリズムはまさしく絵画のものである。なぜならそこには山のリアリズムも、空のリアリズムも、水のリアリズムもないからである。 これまで、物のリアリズムはあった。しかし、絵画の、色彩の諸単位のリアリズムはなかった。そうした単位は形態にも、色彩にも、相互の位置関係にも左右されないように構成されている。 | 」 |

『黒の正方形』は白地のカンバスに描かれた作品であるが、マレーヴィチによればこれは対になるものではなくひとつの色、「無色」である。彼はこの「何色でもない色」によって色彩を約束事から解放したのだ。それは、世界が約束事やシステムによって細分化され、様々なカテゴリーを通して屈折させられた「もの」として知覚されることの否定であり、本来的な、生成状態にある世界をとらえる「感覚」（オシュシチェニエ）を描くことである。
| 「 | 対象的なものはそれ自体シュプレマティストには無意味である―意識の表象は無価値なのだ。 感覚とは決定的なものであり……それゆえ芸術は無対象表現に、シュプレマティズムに至るのだ。 芸術は感覚以外なにひとつみとめられない「砂漠」に逢着する | 」 |

「砂漠」に行き着いたマレーヴィチは、その後『赤の正方形』や『白の正方形』を製作すると、しばらく絵画から離れ、建築などのデザインに関わるようになる。

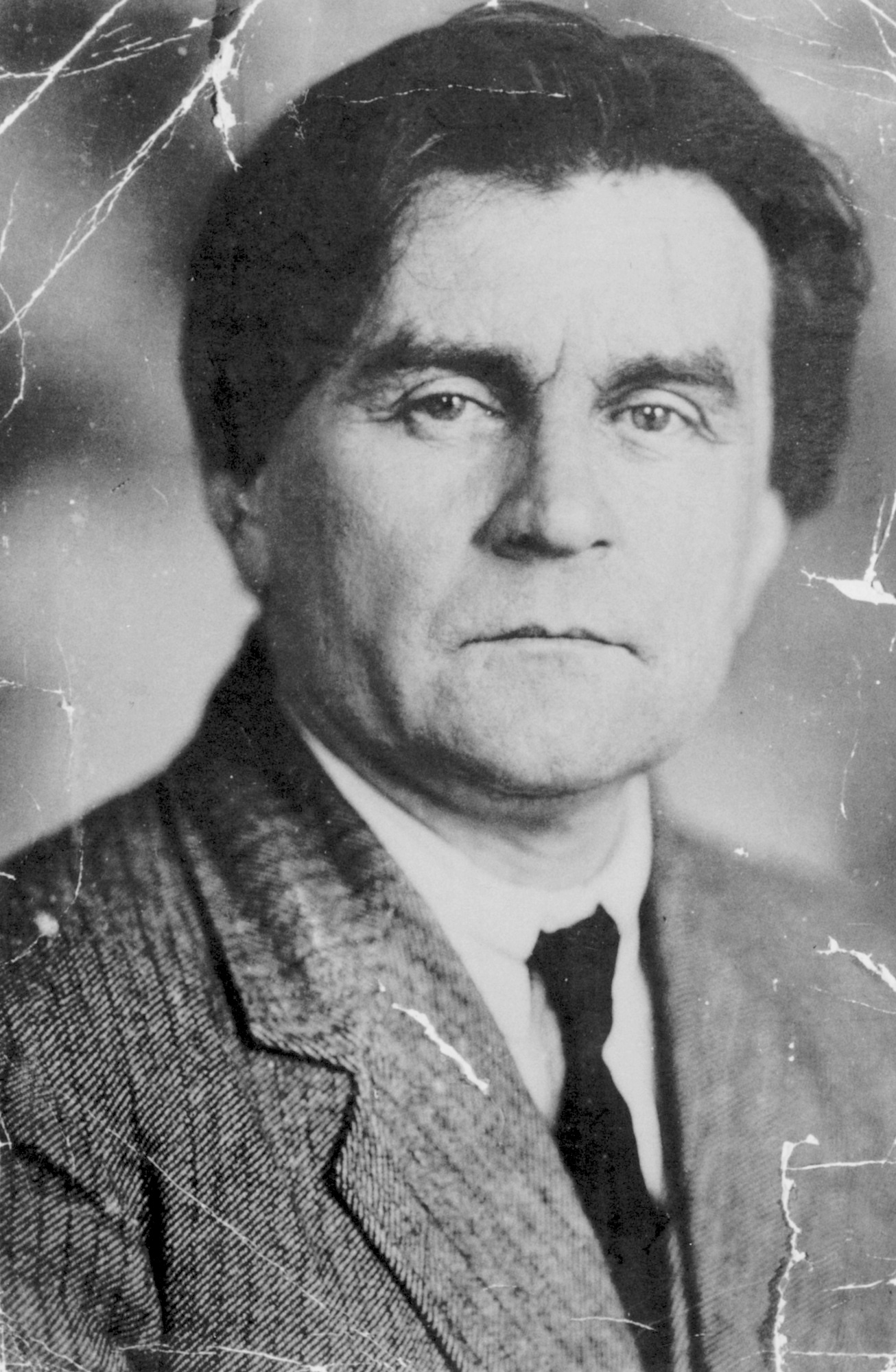
カジミール・マレーヴィチ

### グリッド
大石雅彦は『黒の正方形』がグリッド（二次元における正方形）だけでなく、奥行きや「深層意識」のレベルからも考察されなければならないとしている。

### 科学的分析
この作品は単なるコンセプトに留まらない、実際にカンバスに描かれた作品である。中央部にはおおきな「ひび割れ」があり、それは他の箇所にも散見される。また白地の部分は『黒い正方形』が完成したのちに塗り重ねられたものと考えられている。X線などをもちいた1990年の調査では、この絵には「深層」があることが明らかになった。『黒の正方形』の下には多彩な絵の具が塗り込められていることがわかった。

## イコン画としての『黒の正方形』
ペトログラードのドヴィチンで開かれた「0、10展」で本作が設置された箇所は特別なものだった。『黒の正方形』が掲げられたのは家々でイコンがおかれる「聖なる隅」にあたる場所だったのである。これは「二枚の壁が合わさる隅の天井間近」であり、ロシアにおいてはあきらかに象徴的な意味を持たされている。マレーヴィチ自身もしばしば自印聖像を前提にしながら『黒の正方形』をイコンに比し、さらにそれを越えようとしていた。しばしば「逆遠近法」のような理論によって語られるように、マレーヴィチにとってイコン画は単なる偶像やイメージではなく、まさに「無対象絵画」なのであった。

## 影響

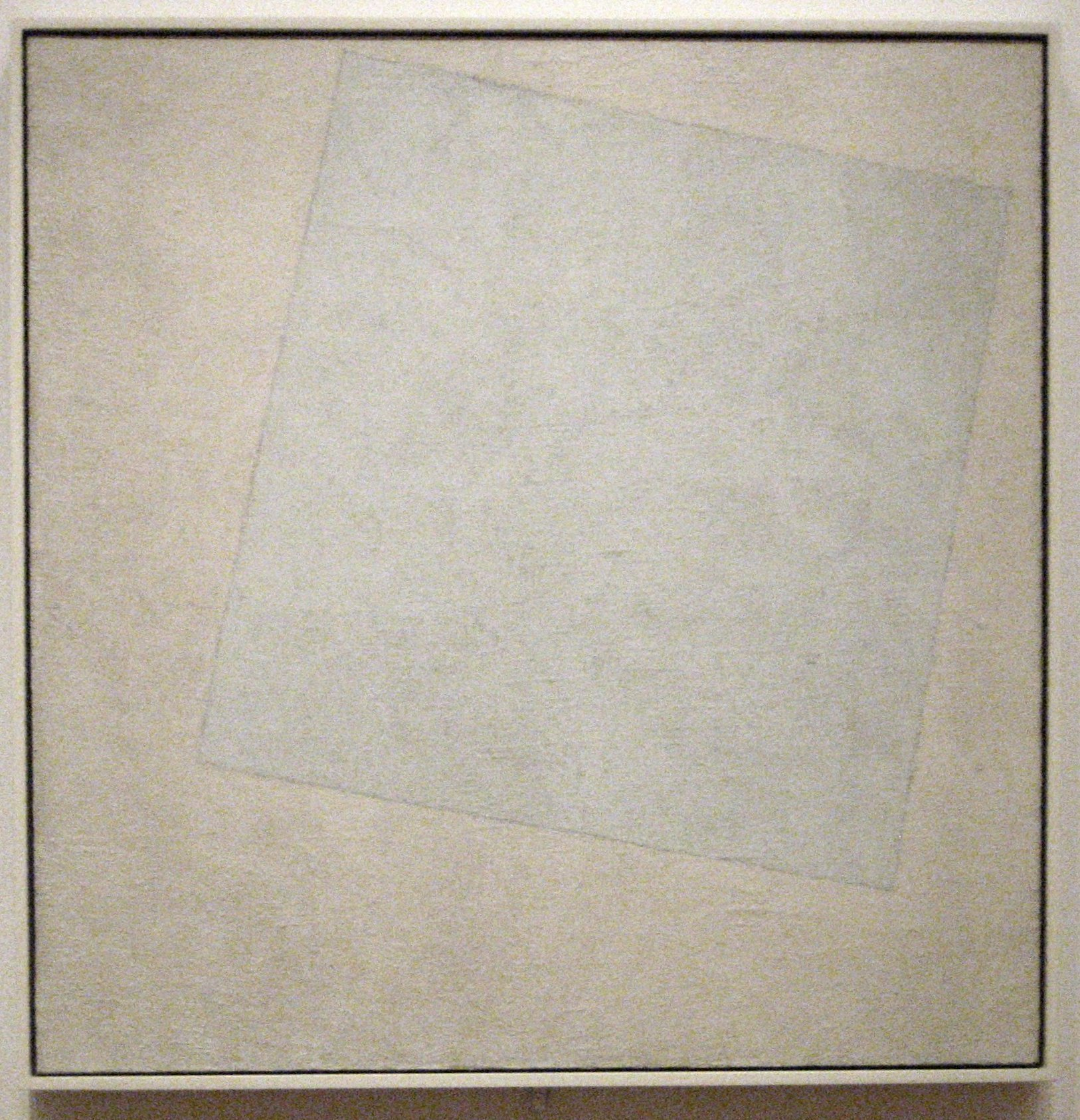
白のカンバスの上の『白の正方形』（1918年）。

2007年にはロシアの美術館で『黒の正方形』をモチーフとした作品の特別展が開催された。参加した芸術家は100人を越え、作品数は350点にまでなった。絵画だけでなく、写真やインスタレーションなど様々な分野でこのマレーヴィチの作品は変奏されている。
日本では北園克衛が『黒の正方形』にインスピレーションをえた詩を創作している。この詩は視覚的な「具体詩」の例としてポルトガル語に翻訳された。
| 「                          | 白い四角 のなか の白い四角 のなか の黒い四角 のなか の黒い四角 のなか の黄いろい四角 のなか の黄いろい四角 のなか の白い四角 のなか の白い四角 | 」 |
| —北園克衛「単調な空間」から | |    |